# Order Australii
Order Australii (ang. Order of Australia) – australijski najwyższy i jedyny order (zarówno cywilny, jak i wojskowy), a zarazem trzecie w kolejności starszeństwa odznaczenie państwowe (ósme – uwzględniając brytyjskie odznaczenia i ordery przyznane do 5 października 1992).
Order Australii przyznawany jest za wkład w rozwój kraju poprzez znaczące dokonania (for the purpose of according recognition to Australian citizens and other persons for achievement or for meritorious service).

## Historia i klasy
Order został ustanowiony 14 lutego 1975 na mocy patentu królewskiego wydanego przez Elżbietę II (jako królową Australii). Wcześniej obywatele australijscy dekorowani byli odznaczeniami brytyjskimi (do czego nadal pozostają uprawnieni). Po pewnych modyfikacjach, patent uzyskał wymaganą dla jego ważności kontrasygnatę australijskiego premiera (był nim wówczas Malcolm Fraser) i 24 maja 1976 nabrał mocy prawnej.
Pierwotnie order przyznawany był w pięciu klasach (od najwyższej):
- Rycerz lub Dama – Knight/Dame (skr. AK/AD)
- Towarzysz – Companion (AC)
- Oficer – Officer (AO)
- Kawaler (dosł. Członek) – Member (AM)
- Medal Orderu – Medal of the Order (OAM)

W 1986 klasa Rycerzy i Dam została zniesiona kolejnym patentem królewskim, najwyższą klasą była od tego czasu klasa Towarzyszy. W 2013 klasa Rycerzy i Dam została przywrócona przez królową na prośbę premiera Tony'ego Abbotta, przy czym wprowadzono jednocześnie zasadę, iż order tej klasy mogą otrzymać maksymalnie cztery osoby rocznie. Rycerze mogą dopisywać przed nazwiskiem tytuł Sir, a Damy tytuł Dame. Gubernator generalny Australii z urzędu zostaje Rycerzem lub Damą w chwili objęcia stanowiska.

## Procedura nadawania
Kandydatów do orderu może zgłosić każdy. Propozycje są rozpatrywane przez apolityczną Radę Orderu Australii, a formalnego nadania orderu dokonuje w imieniu monarchy gubernator generalny Australii. Listy odznaczonych ogłaszane są dwa razy do roku – w styczniu i czerwcu. Przed publikacją nazwisk, uhonorowane osoby są poufnie informowane o wyróżnieniu i proszone o wyrażenie zgody na jego przyjęcie.